# Brisbane-Water-Nationalpark
Der Brisbane-Water-Nationalpark ist ein Nationalpark im Osten des australischen Bundesstaates New South Wales, 47 Kilometer nordöstlich von Sydney. Er liegt nördlich der Mündung des Hawkesbury River und wurde nach der Lagune Brisbane Water zwischen Gosford und Woy Woy benannt, die im Osten an den Park angrenzt. Die West- und Nordgrenze bildet der Pacific Highway.
Der Park besteht aus steilen Sandsteinklippen, die mit Wald bewachsen sind.
Im Park gibt es viele Wanderwege, die von leicht bis schwer klassifiziert werden können. Ein Weg, der mit öffentlichen Verkehrsmitteln leicht erreicht werden kann, ist der zur Pindar Cave an der Felsstufe über dem Bahnhof von Wondabyne, einem Bedarfshaltepunkt der Central Coast Railway Line (Sydney–Newcastle). In diesem großen Park findet sich auch viele andere Wanderwege wie der Great North Walk.